# Critérium del Dauphiné 2023
La 75.ª edición de la competición ciclista Critérium del Dauphiné fue una carrera de ciclismo en ruta por etapas que se celebró entre el 4 y el 11 de junio de 2023 en Francia con inicio en la ciudad de Chambon-sur-Lac y final en La Bastille sobre un recorrido total de 1207,2 kilómetros.
La carrera formó parte del UCI WorldTour 2023, calendario ciclístico de máximo nivel mundial, siendo la vigésimo tercera carrera de dicho circuito. El vencedor fue el danés Jonas Vingegaard del Jumbo-Visma y estuvo acompañado en el podio por el británico Adam Yates del UAE Emirates y el australiano Ben O'Connor del AG2R Citroën, segundo y tercer clasificado respectivamente.

## Equipos participantes
Tomaron parte en la carrera 21 equipos: 18 de categoría UCI WorldTeam y 3 de categoría UCI ProTeam. Formaron así un pelotón de 147 ciclistas de los que acabaron 116. Los equipos participantes fueron:
| WorldTeams (18)- AG2R Citroën Team - Alpecin-Deceuninck - Astana Qazaqstan Team - Bora-Hansgrohe - EF Education-EasyPost - Groupama-FDJ - Ineos Grenadiers - Intermarché-Circus-Wanty - Jumbo-Visma - Movistar Team - Soudal Quick-Step - Arkéa-Samsic - Bahrain Victorious - Cofidis - Team DSM - Team Jayco AlUla - Trek-Segafredo - UAE Team Emirates ProTeams (3)- Lotto Dstny - TotalEnergies - Uno-X Pro Cycling Team |
| |

## Recorrido
El Critérium del Dauphiné dispuso de ocho etapas divido en cuatro etapas de media montaña, dos etapas de alta montaña, una etapa llana y una contrarreloj individual para un recorrido total de 1207,2 kilómetros.
| Etapa     | Fecha     | Recorrido                                | type                    | Distancia (km) | Desnivel (m) | Ganador            | Líder              |
| --------- | --------- | ---------------------------------------- | ----------------------- | -------------- | ------------ | ------------------ | ------------------ |
| 1.ª etapa | 4 de jun  | Chambon-sur-Lac – Chambon-sur-Lac        | etapa escarpada         | 157,7          | 2753 m       | Christophe Laporte | Christophe Laporte |
| 2.ª etapa | 5 de jun  | Brassac-les-Mines – La Chaise-Dieu       | etapa escarpada         | 167,3          | 2865 m       | Julian Alaphilippe | Christophe Laporte |
| 3.ª etapa | 6 de jun  | Monistrol-sur-Loire – Le Coteau          | etapa llana             | 191,3          | 2089 m       | Christophe Laporte | Christophe Laporte |
| 4.ª etapa | 7 de jun  | Cours – Belmont-de-la-Loire              | contrarreloj individual | 31,1           | 408 m        | Mikkel Bjerg       | Mikkel Bjerg       |
| 5.ª etapa | 8 de jun  | Cormoranche-sur-Saône – Salins-les-Bains | etapa escarpada         | 191,1          | 2018 m       | Jonas Vingegaard   | Jonas Vingegaard   |
| 6.ª etapa | 9 de jun  | Nantua – Crest-Voland                    | etapa de media montaña  | 168,2          | 3406 m       | Georg Zimmermann   | Jonas Vingegaard   |
| 7.ª etapa | 10 de jun | Porte-de-Savoie – Col de la Croix de Fer | etapa de montaña        | 147,7          | 4015 m       | Jonas Vingegaard   | Jonas Vingegaard   |
| 8.ª etapa | 11 de jun | Le Pont-de-Claix – Bastilla              | etapa de montaña        | 152,8          | 4160 m       | Giulio Ciccone     | Jonas Vingegaard   |

## Desarrollo de la carrera

### 1.ª etapa
| Chambon-sur-Lac - Chambon-sur-Lac | etapa escarpada | (157,7 km) |

| \| Clasificación de la etapa \| Clasificación de la etapa \| Clasificación de la etapa \| Clasificación de la etapa \| Clasificación de la etapa \| \| Ciclista \| Ciclista \| Equipo \| Tiempo \| \| \| ------------------------- \| ------------------------- \| ------------------------- \| ------------------------- \| ------------------------- \| \| 1.º \| Christophe Laporte \| Jumbo-Visma \| 3 h 43 min 30 s \| \| \| 2.º \| Matteo Trentin \| UAE Team Emirates \| + 0 s \| \| \| 3.º \| Rune Herregodts \| Intermarché-Circus-Wanty \| + 0 s \| \| \| 4.º \| Axel Zingle \| Cofidis \| + 0 s \| \| \| 5.º \| Maxim Van Gils \| Lotto Dstny \| + 0 s \| \| \| 6.º \| Danny van Poppel \| Bora-Hansgrohe \| + 0 s \| \| \| 7.º \| Andrea Bagioli \| Soudal Quick-Step \| + 0 s \| \| \| 8.º \| Fred Wright \| Bahrain Victorious \| + 0 s \| \| \| 9.º \| Robert Stannard \| Alpecin-Deceuninck \| + 0 s \| \| \| 10.º \| Marco Brenner \| Team DSM \| + 0 s \| \| |                    |                          |                 |
| |                    |                          |                 |
| Fuente: ProCyclingStats |                    |                          |                 |
| Clasificación de la etapa |                    |                          |                 |
| Ciclista | Ciclista           | Equipo                   | Tiempo          |
| 1.º | Christophe Laporte | Jumbo-Visma              | 3 h 43 min 30 s |
| 2.º | Matteo Trentin     | UAE Team Emirates        | + 0 s           |
| 3.º | Rune Herregodts    | Intermarché-Circus-Wanty | + 0 s           |
| 4.º | Axel Zingle        | Cofidis                  | + 0 s           |
| 5.º | Maxim Van Gils     | Lotto Dstny              | + 0 s           |
| 6.º | Danny van Poppel   | Bora-Hansgrohe           | + 0 s           |
| 7.º | Andrea Bagioli     | Soudal Quick-Step        | + 0 s           |
| 8.º | Fred Wright        | Bahrain Victorious       | + 0 s           |
| 9.º | Robert Stannard    | Alpecin-Deceuninck       | + 0 s           |
| 10.º | Marco Brenner      | Team DSM                 | + 0 s           |

| \| Clasificación general \| Clasificación general \| Clasificación general \| Clasificación general \| Clasificación general \| \| Ciclista \| Ciclista \| Equipo \| Tiempo \| \| \| --------------------- \| --------------------- \| ------------------------ \| --------------------- \| --------------------- \| \| 1.º \| Christophe Laporte \| Jumbo-Visma \| 3 h 43 min 20 s \| \| \| 2.º \| Matteo Trentin \| UAE Team Emirates \| + 4 s \| \| \| 3.º \| Rune Herregodts \| Intermarché-Circus-Wanty \| + 6 s \| \| \| 4.º \| Axel Zingle \| Cofidis \| + 10 s \| \| \| 5.º \| Maxim Van Gils \| Lotto Dstny \| + 10 s \| \| \| 6.º \| Danny van Poppel \| Bora-Hansgrohe \| + 10 s \| \| \| 7.º \| Andrea Bagioli \| Soudal Quick-Step \| + 10 s \| \| \| 8.º \| Fred Wright \| Bahrain Victorious \| + 10 s \| \| \| 9.º \| Robert Stannard \| Alpecin-Deceuninck \| + 10 s \| \| \| 10.º \| Marco Brenner \| Team DSM \| + 10 s \| \| |                    |                          |                 |
| |                    |                          |                 |
| Fuente: ProCyclingStats |                    |                          |                 |
| Clasificación general |                    |                          |                 |
| Ciclista | Ciclista           | Equipo                   | Tiempo          |
| 1.º | Christophe Laporte | Jumbo-Visma              | 3 h 43 min 20 s |
| 2.º | Matteo Trentin     | UAE Team Emirates        | + 4 s           |
| 3.º | Rune Herregodts    | Intermarché-Circus-Wanty | + 6 s           |
| 4.º | Axel Zingle        | Cofidis                  | + 10 s          |
| 5.º | Maxim Van Gils     | Lotto Dstny              | + 10 s          |
| 6.º | Danny van Poppel   | Bora-Hansgrohe           | + 10 s          |
| 7.º | Andrea Bagioli     | Soudal Quick-Step        | + 10 s          |
| 8.º | Fred Wright        | Bahrain Victorious       | + 10 s          |
| 9.º | Robert Stannard    | Alpecin-Deceuninck       | + 10 s          |
| 10.º | Marco Brenner      | Team DSM                 | + 10 s          |

### 2.ª etapa
| Brassac-les-Mines - La Chaise-Dieu | etapa escarpada | (167,3 km) |

| \| Clasificación de la etapa \| Clasificación de la etapa \| Clasificación de la etapa \| Clasificación de la etapa \| Clasificación de la etapa \| \| Ciclista \| Ciclista \| Equipo \| Tiempo \| \| \| ------------------------- \| ------------------------- \| ------------------------- \| ------------------------- \| ------------------------- \| \| 1.º \| Julian Alaphilippe \| Soudal Quick-Step \| 3 h 54 min 53 s \| \| \| 2.º \| Richard Carapaz \| EF Education-EasyPost \| + 0 s \| \| \| 3.º \| Natnael Tesfatsion \| Trek-Segafredo \| + 0 s \| \| \| 4.º \| Christophe Laporte \| Jumbo-Visma \| + 0 s \| \| \| 5.º \| Maxim Van Gils \| Lotto Dstny \| + 0 s \| \| \| 6.º \| Robert Stannard \| Alpecin-Deceuninck \| + 0 s \| \| \| 7.º \| Fred Wright \| Bahrain Victorious \| + 0 s \| \| \| 8.º \| Oscar Onley \| Team DSM \| + 0 s \| \| \| 9.º \| Marco Brenner \| Team DSM \| + 0 s \| \| \| 10.º \| Clément Champoussin \| Arkéa-Samsic \| + 0 s \| \| |                     |                       |                 |
| |                     |                       |                 |
| Fuente: ProCyclingStats |                     |                       |                 |
| Clasificación de la etapa |                     |                       |                 |
| Ciclista | Ciclista            | Equipo                | Tiempo          |
| 1.º | Julian Alaphilippe  | Soudal Quick-Step     | 3 h 54 min 53 s |
| 2.º | Richard Carapaz     | EF Education-EasyPost | + 0 s           |
| 3.º | Natnael Tesfatsion  | Trek-Segafredo        | + 0 s           |
| 4.º | Christophe Laporte  | Jumbo-Visma           | + 0 s           |
| 5.º | Maxim Van Gils      | Lotto Dstny           | + 0 s           |
| 6.º | Robert Stannard     | Alpecin-Deceuninck    | + 0 s           |
| 7.º | Fred Wright         | Bahrain Victorious    | + 0 s           |
| 8.º | Oscar Onley         | Team DSM              | + 0 s           |
| 9.º | Marco Brenner       | Team DSM              | + 0 s           |
| 10.º | Clément Champoussin | Arkéa-Samsic          | + 0 s           |

| \| Clasificación general \| Clasificación general \| Clasificación general \| Clasificación general \| Clasificación general \| \| Ciclista \| Ciclista \| Equipo \| Tiempo \| \| \| --------------------- \| --------------------- \| ------------------------ \| --------------------- \| --------------------- \| \| 1.º \| Christophe Laporte \| Jumbo-Visma \| 7 h 38 min 13 s \| \| \| 2.º \| Julian Alaphilippe \| Soudal Quick-Step \| + 0 s \| \| \| 3.º \| Richard Carapaz \| EF Education-EasyPost \| + 4 s \| \| \| 4.º \| Rune Herregodts \| Intermarché-Circus-Wanty \| + 6 s \| \| \| 5.º \| Maxim Van Gils \| Lotto Dstny \| + 10 s \| \| \| 6.º \| Robert Stannard \| Alpecin-Deceuninck \| + 10 s \| \| \| 7.º \| Fred Wright \| Bahrain Victorious \| + 10 s \| \| \| 8.º \| Marco Brenner \| Team DSM \| + 10 s \| \| \| 9.º \| Clément Champoussin \| Arkéa-Samsic \| + 10 s \| \| \| 10.º \| Edvald Boasson Hagen \| TotalEnergies \| + 10 s \| \| |                      |                          |                 |
| |                      |                          |                 |
| Fuente: ProCyclingStats |                      |                          |                 |
| Clasificación general |                      |                          |                 |
| Ciclista | Ciclista             | Equipo                   | Tiempo          |
| 1.º | Christophe Laporte   | Jumbo-Visma              | 7 h 38 min 13 s |
| 2.º | Julian Alaphilippe   | Soudal Quick-Step        | + 0 s           |
| 3.º | Richard Carapaz      | EF Education-EasyPost    | + 4 s           |
| 4.º | Rune Herregodts      | Intermarché-Circus-Wanty | + 6 s           |
| 5.º | Maxim Van Gils       | Lotto Dstny              | + 10 s          |
| 6.º | Robert Stannard      | Alpecin-Deceuninck       | + 10 s          |
| 7.º | Fred Wright          | Bahrain Victorious       | + 10 s          |
| 8.º | Marco Brenner        | Team DSM                 | + 10 s          |
| 9.º | Clément Champoussin  | Arkéa-Samsic             | + 10 s          |
| 10.º | Edvald Boasson Hagen | TotalEnergies            | + 10 s          |

### 3.ª etapa
| Monistrol-sur-Loire - Le Coteau | etapa llana | (191,3 km) |

| \| Clasificación de la etapa \| Clasificación de la etapa \| Clasificación de la etapa \| Clasificación de la etapa \| Clasificación de la etapa \| \| Ciclista \| Ciclista \| Equipo \| Tiempo \| \| \| ------------------------- \| ------------------------- \| ------------------------- \| ------------------------- \| ------------------------- \| \| 1.º \| Christophe Laporte \| Jumbo-Visma \| 4 h 43 min 28 s \| \| \| 2.º \| Matteo Trentin \| UAE Team Emirates \| + 0 s \| \| \| 3.º \| Milan Menten \| Lotto Dstny \| + 0 s \| \| \| 4.º \| Hugo Hofstetter \| Arkéa-Samsic \| + 0 s \| \| \| 5.º \| Matevž Govekar \| Bahrain Victorious \| + 0 s \| \| \| 6.º \| Tobias Bayer \| Alpecin-Deceuninck \| + 0 s \| \| \| 7.º \| Axel Zingle \| Cofidis \| + 0 s \| \| \| 8.º \| Madis Mihkels \| Intermarché-Circus-Wanty \| + 0 s \| \| \| 9.º \| Martin Bugge Urianstad \| Uno-X Pro Cycling Team \| + 0 s \| \| \| 10.º \| Danny van Poppel \| Bora-Hansgrohe \| + 0 s \| \| |                        |                          |                 |
| |                        |                          |                 |
| Fuente: ProCyclingStats |                        |                          |                 |
| Clasificación de la etapa |                        |                          |                 |
| Ciclista | Ciclista               | Equipo                   | Tiempo          |
| 1.º | Christophe Laporte     | Jumbo-Visma              | 4 h 43 min 28 s |
| 2.º | Matteo Trentin         | UAE Team Emirates        | + 0 s           |
| 3.º | Milan Menten           | Lotto Dstny              | + 0 s           |
| 4.º | Hugo Hofstetter        | Arkéa-Samsic             | + 0 s           |
| 5.º | Matevž Govekar         | Bahrain Victorious       | + 0 s           |
| 6.º | Tobias Bayer           | Alpecin-Deceuninck       | + 0 s           |
| 7.º | Axel Zingle            | Cofidis                  | + 0 s           |
| 8.º | Madis Mihkels          | Intermarché-Circus-Wanty | + 0 s           |
| 9.º | Martin Bugge Urianstad | Uno-X Pro Cycling Team   | + 0 s           |
| 10.º | Danny van Poppel       | Bora-Hansgrohe           | + 0 s           |

| \| Clasificación general \| Clasificación general \| Clasificación general \| Clasificación general \| Clasificación general \| \| Ciclista \| Ciclista \| Equipo \| Tiempo \| \| \| --------------------- \| -------------------------- \| ------------------------ \| --------------------- \| --------------------- \| \| 1.º \| Christophe Laporte \| Jumbo-Visma \| 12 h 21 min 28 s \| \| \| 2.º \| Julian Alaphilippe \| Soudal Quick-Step \| + 11 s \| \| \| 3.º \| Richard Carapaz \| EF Education-EasyPost \| + 17 s \| \| \| 4.º \| Rune Herregodts \| Intermarché-Circus-Wanty \| + 19 s \| \| \| 5.º \| Maxim Van Gils \| Lotto Dstny \| + 23 s \| \| \| 6.º \| Fred Wright \| Bahrain Victorious \| + 23 s \| \| \| 7.º \| Marco Brenner \| Team DSM \| + 23 s \| \| \| 8.º \| Edvald Boasson Hagen \| TotalEnergies \| + 23 s \| \| \| 9.º \| Tobias Halland Johannessen \| Uno-X Pro Cycling Team \| + 23 s \| \| \| 10.º \| Axel Zingle \| Cofidis \| + 23 s \| \| |                            |                          |                  |
| |                            |                          |                  |
| Fuente: ProCyclingStats |                            |                          |                  |
| Clasificación general |                            |                          |                  |
| Ciclista | Ciclista                   | Equipo                   | Tiempo           |
| 1.º | Christophe Laporte         | Jumbo-Visma              | 12 h 21 min 28 s |
| 2.º | Julian Alaphilippe         | Soudal Quick-Step        | + 11 s           |
| 3.º | Richard Carapaz            | EF Education-EasyPost    | + 17 s           |
| 4.º | Rune Herregodts            | Intermarché-Circus-Wanty | + 19 s           |
| 5.º | Maxim Van Gils             | Lotto Dstny              | + 23 s           |
| 6.º | Fred Wright                | Bahrain Victorious       | + 23 s           |
| 7.º | Marco Brenner              | Team DSM                 | + 23 s           |
| 8.º | Edvald Boasson Hagen       | TotalEnergies            | + 23 s           |
| 9.º | Tobias Halland Johannessen | Uno-X Pro Cycling Team   | + 23 s           |
| 10.º | Axel Zingle                | Cofidis                  | + 23 s           |

### 4.ª etapa
| Cours - Belmont-de-la-Loire | contrarreloj individual | (31,1 km) |

| \| Clasificación de la etapa \| Clasificación de la etapa \| Clasificación de la etapa \| Clasificación de la etapa \| Clasificación de la etapa \| \| Ciclista \| Ciclista \| Equipo \| Tiempo \| \| \| ------------------------- \| ------------------------- \| ------------------------- \| ------------------------- \| ------------------------- \| \| 1.º \| Mikkel Bjerg \| UAE Team Emirates \| 37 min 28 s \| \| \| 2.º \| Jonas Vingegaard \| Jumbo-Visma \| + 12 s \| \| \| 3.º \| Rémi Cavagna \| Soudal Quick-Step \| + 27 s \| \| \| 4.º \| Fred Wright \| Bahrain Victorious \| + 34 s \| \| \| 5.º \| Ben O'Connor \| AG2R Citroën Team \| + 41 s \| \| \| 6.º \| Felix Großschartner \| UAE Team Emirates \| + 44 s \| \| \| 7.º \| Rune Herregodts \| Intermarché-Circus-Wanty \| + 54 s \| \| \| 8.º \| Adam Yates \| UAE Team Emirates \| + 57 s \| \| \| 9.º \| Nélson Filippe Oliveira \| Movistar Team \| + 1 min 02 s \| \| \| 10.º \| Jonathan Castroviejo \| Ineos Grenadiers \| + 1 min 05 s \| \| |                         |                          |              |
| |                         |                          |              |
| Fuente: ProCyclingStats |                         |                          |              |
| Clasificación de la etapa |                         |                          |              |
| Ciclista | Ciclista                | Equipo                   | Tiempo       |
| 1.º | Mikkel Bjerg            | UAE Team Emirates        | 37 min 28 s  |
| 2.º | Jonas Vingegaard        | Jumbo-Visma              | + 12 s       |
| 3.º | Rémi Cavagna            | Soudal Quick-Step        | + 27 s       |
| 4.º | Fred Wright             | Bahrain Victorious       | + 34 s       |
| 5.º | Ben O'Connor            | AG2R Citroën Team        | + 41 s       |
| 6.º | Felix Großschartner     | UAE Team Emirates        | + 44 s       |
| 7.º | Rune Herregodts         | Intermarché-Circus-Wanty | + 54 s       |
| 8.º | Adam Yates              | UAE Team Emirates        | + 57 s       |
| 9.º | Nélson Filippe Oliveira | Movistar Team            | + 1 min 02 s |
| 10.º | Jonathan Castroviejo    | Ineos Grenadiers         | + 1 min 05 s |

| \| Clasificación general \| Clasificación general \| Clasificación general \| Clasificación general \| Clasificación general \| \| Ciclista \| Ciclista \| Equipo \| Tiempo \| \| \| --------------------- \| ---------------------- \| ------------------------ \| --------------------- \| --------------------- \| \| 1.º \| Mikkel Bjerg \| UAE Team Emirates \| 12 h 59 min 19 s \| \| \| 2.º \| Jonas Vingegaard \| Jumbo-Visma \| + 12 s \| \| \| 3.º \| Fred Wright \| Bahrain Victorious \| + 34 s \| \| \| 4.º \| Ben O'Connor \| AG2R Citroën Team \| + 41 s \| \| \| 5.º \| Felix Großschartner \| UAE Team Emirates \| + 44 s \| \| \| 6.º \| Rune Herregodts \| Intermarché-Circus-Wanty \| + 50 s \| \| \| 7.º \| Adam Yates \| UAE Team Emirates \| + 57 s \| \| \| 8.º \| Julian Alaphilippe \| Soudal Quick-Step \| + 1 min 00 s \| \| \| 9.º \| Daniel Felipe Martínez \| Ineos Grenadiers \| + 1 min 07 s \| \| \| 10.º \| Jai Hindley \| Bora-Hansgrohe \| + 1 min 08 s \| \| |                        |                          |                  |
| |                        |                          |                  |
| Fuente: ProCyclingStats |                        |                          |                  |
| Clasificación general |                        |                          |                  |
| Ciclista | Ciclista               | Equipo                   | Tiempo           |
| 1.º | Mikkel Bjerg           | UAE Team Emirates        | 12 h 59 min 19 s |
| 2.º | Jonas Vingegaard       | Jumbo-Visma              | + 12 s           |
| 3.º | Fred Wright            | Bahrain Victorious       | + 34 s           |
| 4.º | Ben O'Connor           | AG2R Citroën Team        | + 41 s           |
| 5.º | Felix Großschartner    | UAE Team Emirates        | + 44 s           |
| 6.º | Rune Herregodts        | Intermarché-Circus-Wanty | + 50 s           |
| 7.º | Adam Yates             | UAE Team Emirates        | + 57 s           |
| 8.º | Julian Alaphilippe     | Soudal Quick-Step        | + 1 min 00 s     |
| 9.º | Daniel Felipe Martínez | Ineos Grenadiers         | + 1 min 07 s     |
| 10.º | Jai Hindley            | Bora-Hansgrohe           | + 1 min 08 s     |

### 5.ª etapa
| Cormoranche-sur-Saône - Salins-les-Bains | etapa escarpada | (191,1 km) |

| \| Clasificación de la etapa \| Clasificación de la etapa \| Clasificación de la etapa \| Clasificación de la etapa \| Clasificación de la etapa \| \| Ciclista \| Ciclista \| Equipo \| Tiempo \| \| \| ------------------------- \| -------------------------- \| ------------------------- \| ------------------------- \| ------------------------- \| \| 1.º \| Jonas Vingegaard \| Jumbo-Visma \| 4 h 03 min 42 s \| \| \| 2.º \| Julian Alaphilippe \| Soudal Quick-Step \| + 31 s \| \| \| 3.º \| Tobias Halland Johannessen \| Uno-X Pro Cycling Team \| + 31 s \| \| \| 4.º \| Clément Champoussin \| Arkéa-Samsic \| + 31 s \| \| \| 5.º \| Max Poole \| Team DSM \| + 31 s \| \| \| 6.º \| Jai Hindley \| Bora-Hansgrohe \| + 31 s \| \| \| 7.º \| Enric Mas \| Movistar Team \| + 31 s \| \| \| 8.º \| Adam Yates \| UAE Team Emirates \| + 31 s \| \| \| 9.º \| Lenny Martinez \| Groupama-FDJ \| + 31 s \| \| \| 10.º \| Esteban Chaves \| EF Education-EasyPost \| + 31 s \| \| |                            |                        |                 |
| |                            |                        |                 |
| Fuente: ProCyclingStats |                            |                        |                 |
| Clasificación de la etapa |                            |                        |                 |
| Ciclista | Ciclista                   | Equipo                 | Tiempo          |
| 1.º | Jonas Vingegaard           | Jumbo-Visma            | 4 h 03 min 42 s |
| 2.º | Julian Alaphilippe         | Soudal Quick-Step      | + 31 s          |
| 3.º | Tobias Halland Johannessen | Uno-X Pro Cycling Team | + 31 s          |
| 4.º | Clément Champoussin        | Arkéa-Samsic           | + 31 s          |
| 5.º | Max Poole                  | Team DSM               | + 31 s          |
| 6.º | Jai Hindley                | Bora-Hansgrohe         | + 31 s          |
| 7.º | Enric Mas                  | Movistar Team          | + 31 s          |
| 8.º | Adam Yates                 | UAE Team Emirates      | + 31 s          |
| 9.º | Lenny Martinez             | Groupama-FDJ           | + 31 s          |
| 10.º | Esteban Chaves             | EF Education-EasyPost  | + 31 s          |

| \| Clasificación general \| Clasificación general \| Clasificación general \| Clasificación general \| Clasificación general \| \| Ciclista \| Ciclista \| Equipo \| Tiempo \| \| \| --------------------- \| ---------------------- \| --------------------- \| --------------------- \| --------------------- \| \| 1.º \| Jonas Vingegaard \| Jumbo-Visma \| 17 h 03 min 03 s \| \| \| 2.º \| Julian Alaphilippe \| Soudal Quick-Step \| + 1 min 23 s \| \| \| 3.º \| Ben O'Connor \| AG2R Citroën Team \| + 1 min 24 s \| \| \| 4.º \| Adam Yates \| UAE Team Emirates \| + 1 min 26 s \| \| \| 5.º \| Felix Großschartner \| UAE Team Emirates \| + 1 min 27 s \| \| \| 6.º \| Jai Hindley \| Bora-Hansgrohe \| + 1 min 37 s \| \| \| 7.º \| Jack Haig \| Bahrain Victorious \| + 1 min 44 s \| \| \| 8.º \| Daniel Felipe Martínez \| Ineos Grenadiers \| + 2 min 07 s \| \| \| 9.º \| Mikkel Bjerg \| UAE Team Emirates \| + 2 min 21 s \| \| \| 10.º \| Guillaume Martin \| Cofidis \| + 2 min 54 s \| \| |                        |                    |                  |
| |                        |                    |                  |
| Fuente: ProCyclingStats |                        |                    |                  |
| Clasificación general |                        |                    |                  |
| Ciclista | Ciclista               | Equipo             | Tiempo           |
| 1.º | Jonas Vingegaard       | Jumbo-Visma        | 17 h 03 min 03 s |
| 2.º | Julian Alaphilippe     | Soudal Quick-Step  | + 1 min 23 s     |
| 3.º | Ben O'Connor           | AG2R Citroën Team  | + 1 min 24 s     |
| 4.º | Adam Yates             | UAE Team Emirates  | + 1 min 26 s     |
| 5.º | Felix Großschartner    | UAE Team Emirates  | + 1 min 27 s     |
| 6.º | Jai Hindley            | Bora-Hansgrohe     | + 1 min 37 s     |
| 7.º | Jack Haig              | Bahrain Victorious | + 1 min 44 s     |
| 8.º | Daniel Felipe Martínez | Ineos Grenadiers   | + 2 min 07 s     |
| 9.º | Mikkel Bjerg           | UAE Team Emirates  | + 2 min 21 s     |
| 10.º | Guillaume Martin       | Cofidis            | + 2 min 54 s     |

### 6.ª etapa
| Nantua - Crest-Voland | etapa de media montaña | (168,2 km) |

| \| Clasificación de la etapa \| Clasificación de la etapa \| Clasificación de la etapa \| Clasificación de la etapa \| Clasificación de la etapa \| \| Ciclista \| Ciclista \| Equipo \| Tiempo \| \| \| ------------------------- \| ------------------------- \| ------------------------- \| ------------------------- \| ------------------------- \| \| 1.º \| Georg Zimmermann \| Intermarché-Circus-Wanty \| 4 h 02 min 50 s \| \| \| 2.º \| Mathieu Burgaudeau \| TotalEnergies \| + 1 s \| \| \| 3.º \| Jonathan Castroviejo \| Ineos Grenadiers \| + 8 s \| \| \| 4.º \| Giulio Ciccone \| Trek-Segafredo \| + 48 s \| \| \| 5.º \| Ben O'Connor \| AG2R Citroën Team \| + 48 s \| \| \| 6.º \| Adam Yates \| UAE Team Emirates \| + 48 s \| \| \| 7.º \| Jack Haig \| Bahrain Victorious \| + 48 s \| \| \| 8.º \| Jai Hindley \| Bora-Hansgrohe \| + 48 s \| \| \| 9.º \| Julian Alaphilippe \| Soudal Quick-Step \| + 48 s \| \| \| 10.º \| Enric Mas \| Movistar Team \| + 48 s \| \| |                      |                          |                 |
| |                      |                          |                 |
| Fuente: ProCyclingStats |                      |                          |                 |
| Clasificación de la etapa |                      |                          |                 |
| Ciclista | Ciclista             | Equipo                   | Tiempo          |
| 1.º | Georg Zimmermann     | Intermarché-Circus-Wanty | 4 h 02 min 50 s |
| 2.º | Mathieu Burgaudeau   | TotalEnergies            | + 1 s           |
| 3.º | Jonathan Castroviejo | Ineos Grenadiers         | + 8 s           |
| 4.º | Giulio Ciccone       | Trek-Segafredo           | + 48 s          |
| 5.º | Ben O'Connor         | AG2R Citroën Team        | + 48 s          |
| 6.º | Adam Yates           | UAE Team Emirates        | + 48 s          |
| 7.º | Jack Haig            | Bahrain Victorious       | + 48 s          |
| 8.º | Jai Hindley          | Bora-Hansgrohe           | + 48 s          |
| 9.º | Julian Alaphilippe   | Soudal Quick-Step        | + 48 s          |
| 10.º | Enric Mas            | Movistar Team            | + 48 s          |

| \| Clasificación general \| Clasificación general \| Clasificación general \| Clasificación general \| Clasificación general \| \| Ciclista \| Ciclista \| Equipo \| Tiempo \| \| \| --------------------- \| -------------------------- \| ---------------------- \| --------------------- \| --------------------- \| \| 1.º \| Jonas Vingegaard \| Jumbo-Visma \| 21 h 06 min 41 s \| \| \| 2.º \| Ben O'Connor \| AG2R Citroën Team \| + 1 min 10 s \| \| \| 3.º \| Julian Alaphilippe \| Soudal Quick-Step \| + 1 min 23 s \| \| \| 4.º \| Adam Yates \| UAE Team Emirates \| + 1 min 26 s \| \| \| 5.º \| Jai Hindley \| Bora-Hansgrohe \| + 1 min 37 s \| \| \| 6.º \| Jack Haig \| Bahrain Victorious \| + 1 min 44 s \| \| \| 7.º \| Daniel Felipe Martínez \| Ineos Grenadiers \| + 2 min 07 s \| \| \| 8.º \| Guillaume Martin \| Cofidis \| + 2 min 54 s \| \| \| 9.º \| Mikkel Bjerg \| UAE Team Emirates \| + 2 min 55 s \| \| \| 10.º \| Tobias Halland Johannessen \| Uno-X Pro Cycling Team \| + 2 min 57 s \| \| |                            |                        |                  |
| |                            |                        |                  |
| Fuente: ProCyclingStats |                            |                        |                  |
| Clasificación general |                            |                        |                  |
| Ciclista | Ciclista                   | Equipo                 | Tiempo           |
| 1.º | Jonas Vingegaard           | Jumbo-Visma            | 21 h 06 min 41 s |
| 2.º | Ben O'Connor               | AG2R Citroën Team      | + 1 min 10 s     |
| 3.º | Julian Alaphilippe         | Soudal Quick-Step      | + 1 min 23 s     |
| 4.º | Adam Yates                 | UAE Team Emirates      | + 1 min 26 s     |
| 5.º | Jai Hindley                | Bora-Hansgrohe         | + 1 min 37 s     |
| 6.º | Jack Haig                  | Bahrain Victorious     | + 1 min 44 s     |
| 7.º | Daniel Felipe Martínez     | Ineos Grenadiers       | + 2 min 07 s     |
| 8.º | Guillaume Martin           | Cofidis                | + 2 min 54 s     |
| 9.º | Mikkel Bjerg               | UAE Team Emirates      | + 2 min 55 s     |
| 10.º | Tobias Halland Johannessen | Uno-X Pro Cycling Team | + 2 min 57 s     |

### 7.ª etapa
| Porte-de-Savoie - Col de la Croix de Fer | etapa de montaña | (147,7 km) |

| \| Clasificación de la etapa \| Clasificación de la etapa \| Clasificación de la etapa \| Clasificación de la etapa \| Clasificación de la etapa \| \| Ciclista \| Ciclista \| Equipo \| Tiempo \| \| \| ------------------------- \| ------------------------- \| ------------------------- \| ------------------------- \| ------------------------- \| \| 1.º \| Jonas Vingegaard \| Jumbo-Visma \| 4 h 15 min 47 s \| \| \| 2.º \| Adam Yates \| UAE Team Emirates \| + 41 s \| \| \| 3.º \| Jai Hindley \| Bora-Hansgrohe \| + 53 s \| \| \| 4.º \| Ben O'Connor \| AG2R Citroën Team \| + 1 min 04 s \| \| \| 5.º \| Max Poole \| Team DSM \| + 1 min 10 s \| \| \| 6.º \| Jack Haig \| Bahrain Victorious \| + 1 min 10 s \| \| \| 7.º \| Guillaume Martin \| Cofidis \| + 1 min 10 s \| \| \| 8.º \| Torstein Træen \| Uno-X Pro Cycling Team \| + 1 min 10 s \| \| \| 9.º \| Daniel Felipe Martínez \| Ineos Grenadiers \| + 1 min 10 s \| \| \| 10.º \| Louis Meintjes \| Intermarché-Circus-Wanty \| + 1 min 10 s \| \| |                        |                          |                 |
| |                        |                          |                 |
| Fuente: ProCyclingStats |                        |                          |                 |
| Clasificación de la etapa |                        |                          |                 |
| Ciclista | Ciclista               | Equipo                   | Tiempo          |
| 1.º | Jonas Vingegaard       | Jumbo-Visma              | 4 h 15 min 47 s |
| 2.º | Adam Yates             | UAE Team Emirates        | + 41 s          |
| 3.º | Jai Hindley            | Bora-Hansgrohe           | + 53 s          |
| 4.º | Ben O'Connor           | AG2R Citroën Team        | + 1 min 04 s    |
| 5.º | Max Poole              | Team DSM                 | + 1 min 10 s    |
| 6.º | Jack Haig              | Bahrain Victorious       | + 1 min 10 s    |
| 7.º | Guillaume Martin       | Cofidis                  | + 1 min 10 s    |
| 8.º | Torstein Træen         | Uno-X Pro Cycling Team   | + 1 min 10 s    |
| 9.º | Daniel Felipe Martínez | Ineos Grenadiers         | + 1 min 10 s    |
| 10.º | Louis Meintjes         | Intermarché-Circus-Wanty | + 1 min 10 s    |

| \| Clasificación general \| Clasificación general \| Clasificación general \| Clasificación general \| Clasificación general \| \| Ciclista \| Ciclista \| Equipo \| Tiempo \| \| \| --------------------- \| ---------------------- \| ------------------------ \| --------------------- \| --------------------- \| \| 1.º \| Jonas Vingegaard \| Jumbo-Visma \| 25 h 22 min 18 s \| \| \| 2.º \| Adam Yates \| UAE Team Emirates \| + 2 min 11 s \| \| \| 3.º \| Ben O'Connor \| AG2R Citroën Team \| + 2 min 24 s \| \| \| 4.º \| Jai Hindley \| Bora-Hansgrohe \| + 2 min 36 s \| \| \| 5.º \| Jack Haig \| Bahrain Victorious \| + 3 min 04 s \| \| \| 6.º \| Daniel Felipe Martínez \| Ineos Grenadiers \| + 3 min 27 s \| \| \| 7.º \| Julian Alaphilippe \| Soudal Quick-Step \| + 3 min 48 s \| \| \| 8.º \| Guillaume Martin \| Cofidis \| + 4 min 14 s \| \| \| 9.º \| Louis Meintjes \| Intermarché-Circus-Wanty \| + 4 min 19 s \| \| \| 10.º \| Torstein Træen \| Uno-X Pro Cycling Team \| + 4 min 21 s \| \| |                        |                          |                  |
| |                        |                          |                  |
| Fuente: ProCyclingStats |                        |                          |                  |
| Clasificación general |                        |                          |                  |
| Ciclista | Ciclista               | Equipo                   | Tiempo           |
| 1.º | Jonas Vingegaard       | Jumbo-Visma              | 25 h 22 min 18 s |
| 2.º | Adam Yates             | UAE Team Emirates        | + 2 min 11 s     |
| 3.º | Ben O'Connor           | AG2R Citroën Team        | + 2 min 24 s     |
| 4.º | Jai Hindley            | Bora-Hansgrohe           | + 2 min 36 s     |
| 5.º | Jack Haig              | Bahrain Victorious       | + 3 min 04 s     |
| 6.º | Daniel Felipe Martínez | Ineos Grenadiers         | + 3 min 27 s     |
| 7.º | Julian Alaphilippe     | Soudal Quick-Step        | + 3 min 48 s     |
| 8.º | Guillaume Martin       | Cofidis                  | + 4 min 14 s     |
| 9.º | Louis Meintjes         | Intermarché-Circus-Wanty | + 4 min 19 s     |
| 10.º | Torstein Træen         | Uno-X Pro Cycling Team   | + 4 min 21 s     |

### 8.ª etapa
| Le Pont-de-Claix - Bastilla | etapa de montaña | (152,8 km) |

| \| Clasificación de la etapa \| Clasificación de la etapa \| Clasificación de la etapa \| Clasificación de la etapa \| Clasificación de la etapa \| \| Ciclista \| Ciclista \| Equipo \| Tiempo \| \| \| ------------------------- \| ------------------------- \| ------------------------- \| ------------------------- \| ------------------------- \| \| 1.º \| Giulio Ciccone \| Trek-Segafredo \| 4 h 06 min 04 s \| \| \| 2.º \| Jonas Vingegaard \| Jumbo-Visma \| + 23 s \| \| \| 3.º \| Adam Yates \| UAE Team Emirates \| + 33 s \| \| \| 4.º \| Ben O'Connor \| AG2R Citroën Team \| + 49 s \| \| \| 5.º \| Guillaume Martin \| Cofidis \| + 54 s \| \| \| 6.º \| Jai Hindley \| Bora-Hansgrohe \| + 57 s \| \| \| 7.º \| Rafał Majka \| UAE Team Emirates \| + 1 min 00 s \| \| \| 8.º \| Jack Haig \| Bahrain Victorious \| + 1 min 00 s \| \| \| 9.º \| Louis Meintjes \| Intermarché-Circus-Wanty \| + 1 min 00 s \| \| \| 10.º \| Carlos Rodríguez \| Ineos Grenadiers \| + 1 min 03 s \| \| |                  |                          |                 |
| |                  |                          |                 |
| Fuente: ProCyclingStats |                  |                          |                 |
| Clasificación de la etapa |                  |                          |                 |
| Ciclista | Ciclista         | Equipo                   | Tiempo          |
| 1.º | Giulio Ciccone   | Trek-Segafredo           | 4 h 06 min 04 s |
| 2.º | Jonas Vingegaard | Jumbo-Visma              | + 23 s          |
| 3.º | Adam Yates       | UAE Team Emirates        | + 33 s          |
| 4.º | Ben O'Connor     | AG2R Citroën Team        | + 49 s          |
| 5.º | Guillaume Martin | Cofidis                  | + 54 s          |
| 6.º | Jai Hindley      | Bora-Hansgrohe           | + 57 s          |
| 7.º | Rafał Majka      | UAE Team Emirates        | + 1 min 00 s    |
| 8.º | Jack Haig        | Bahrain Victorious       | + 1 min 00 s    |
| 9.º | Louis Meintjes   | Intermarché-Circus-Wanty | + 1 min 00 s    |
| 10.º | Carlos Rodríguez | Ineos Grenadiers         | + 1 min 03 s    |

## Clasificaciones finales
- Las clasificaciones finalizaron de la siguiente forma:[4]

### Clasificación general
| \| Clasificación general \| Clasificación general \| Clasificación general \| Clasificación general \| Clasificación general \| \| Ciclista \| Ciclista \| Equipo \| Tiempo \| \| \| --------------------- \| --------------------- \| ------------------------ \| --------------------- \| --------------------- \| \| 1.º \| Jonas Vingegaard \| Jumbo-Visma \| 29 h 28 min 39 s \| \| \| 2.º \| Adam Yates \| UAE Team Emirates \| + 2 min 23 s \| \| \| 3.º \| Ben O'Connor \| AG2R Citroën Team \| + 2 min 56 s \| \| \| 4.º \| Jai Hindley \| Bora-Hansgrohe \| + 3 min 16 s \| \| \| 5.º \| Jack Haig \| Bahrain Victorious \| + 3 min 47 s \| \| \| 6.º \| Guillaume Martin \| Cofidis \| + 4 min 51 s \| \| \| 7.º \| Louis Meintjes \| Intermarché-Circus-Wanty \| + 5 min 02 s \| \| \| 8.º \| Torstein Træen \| Uno-X Pro Cycling Team \| + 5 min 15 s \| \| \| 9.º \| Carlos Rodríguez \| Ineos Grenadiers \| + 5 min 19 s \| \| \| 10.º \| Julian Alaphilippe \| Soudal Quick-Step \| + 5 min 37 s \| \| |                    |                          |                  |
| |                    |                          |                  |
| Fuente: ProCyclingStats |                    |                          |                  |
| Clasificación general |                    |                          |                  |
| Ciclista | Ciclista           | Equipo                   | Tiempo           |
| 1.º | Jonas Vingegaard   | Jumbo-Visma              | 29 h 28 min 39 s |
| 2.º | Adam Yates         | UAE Team Emirates        | + 2 min 23 s     |
| 3.º | Ben O'Connor       | AG2R Citroën Team        | + 2 min 56 s     |
| 4.º | Jai Hindley        | Bora-Hansgrohe           | + 3 min 16 s     |
| 5.º | Jack Haig          | Bahrain Victorious       | + 3 min 47 s     |
| 6.º | Guillaume Martin   | Cofidis                  | + 4 min 51 s     |
| 7.º | Louis Meintjes     | Intermarché-Circus-Wanty | + 5 min 02 s     |
| 8.º | Torstein Træen     | Uno-X Pro Cycling Team   | + 5 min 15 s     |
| 9.º | Carlos Rodríguez   | Ineos Grenadiers         | + 5 min 19 s     |
| 10.º | Julian Alaphilippe | Soudal Quick-Step        | + 5 min 37 s     |

### Clasificación de la montaña
| Clasificación de la montaña | Clasificación de la montaña | Clasificación de la montaña | Clasificación de la montaña | Clasificación de la montaña |
| Ciclista                    | Ciclista                    | Equipo                      | Puntos                      |                             |
| --------------------------- | --------------------------- | --------------------------- | --------------------------- | --------------------------- |
| 1.º                         | Giulio Ciccone              | Trek-Segafredo              | 42 pts                      |                             |
| 2.º                         | Victor Campenaerts          | Lotto Dstny                 | 40 pts                      |                             |
| 3.º                         | Jonas Vingegaard            | Jumbo-Visma                 | 32 pts                      |                             |
| 4.º                         | Adam Yates                  | UAE Team Emirates           | 22 pts                      |                             |
| 5.º                         | Julian Alaphilippe          | Soudal Quick-Step           | 21 pts                      |                             |
| 6.º                         | Tiesj Benoot                | Jumbo-Visma                 | 20 pts                      |                             |
| 7.º                         | Jonathan Castroviejo        | Ineos Grenadiers            | 14 pts                      |                             |
| 8.º                         | Mathieu Burgaudeau          | TotalEnergies               | 13 pts                      |                             |
| 9.º                         | Clément Champoussin         | Arkéa-Samsic                | 12 pts                      |                             |
| 10.º                        | Mauri Vansevenant           | Soudal Quick-Step           | 12 pts                      |                             |

### Clasificación de los puntos
| Clasificación por puntos | Clasificación por puntos | Clasificación por puntos | Clasificación por puntos | Clasificación por puntos |
| Ciclista                 | Ciclista                 | Equipo                   | Puntos                   |                          |
| ------------------------ | ------------------------ | ------------------------ | ------------------------ | ------------------------ |
| 1.º                      | Christophe Laporte       | Jumbo-Visma              | 78 pts                   |                          |
| 2.º                      | Jonas Vingegaard         | Jumbo-Visma              | 64 pts                   |                          |
| 3.º                      | Matteo Trentin           | UAE Team Emirates        | 64 pts                   |                          |
| 4.º                      | Julian Alaphilippe       | Soudal Quick-Step        | 55 pts                   |                          |
| 5.º                      | Adam Yates               | UAE Team Emirates        | 40 pts                   |                          |
| 6.º                      | Jai Hindley              | Bora-Hansgrohe           | 32 pts                   |                          |
| 7.º                      | Fred Wright              | Bahrain Victorious       | 30 pts                   |                          |
| 8.º                      | Axel Zingle              | Cofidis                  | 30 pts                   |                          |
| 9.º                      | Ben O'Connor             | AG2R Citroën Team        | 28 pts                   |                          |
| 10.º                     | Clément Champoussin      | Arkéa-Samsic             | 24 pts                   |                          |

### Clasificación de los jóvenes
| Clasificación del mejor joven | Clasificación del mejor joven | Clasificación del mejor joven | Clasificación del mejor joven | Clasificación del mejor joven |
| Ciclista                      | Ciclista                      | Equipo                        | Tiempo                        |                               |
| ----------------------------- | ----------------------------- | ----------------------------- | ----------------------------- | ----------------------------- |
| 1.º                           | Carlos Rodríguez              | Ineos Grenadiers              | 29 h 33 min 58 s              |                               |
| 2.º                           | Max Poole                     | Team DSM                      | + 1 min 34 s                  |                               |
| 3.º                           | Tobias Halland Johannessen    | Uno-X Pro Cycling Team        | + 2 min 41 s                  |                               |
| 4.º                           | Lenny Martinez                | Groupama-FDJ                  | + 4 min 02 s                  |                               |
| 5.º                           | Clément Champoussin           | Arkéa-Samsic                  | + 6 min 23 s                  |                               |
| 6.º                           | Attila Valter                 | Jumbo-Visma                   | + 13 min 02 s                 |                               |
| 7.º                           | Edoardo Zambanini             | Bahrain Victorious            | + 28 min 17 s                 |                               |
| 8.º                           | Oscar Onley                   | Team DSM                      | + 37 min 00 s                 |                               |
| 9.º                           | Harry Sweeny                  | Lotto Dstny                   | + 49 min 49 s                 |                               |
| 10.º                          | Mathieu Burgaudeau            | TotalEnergies                 | + 53 min 04 s                 |                               |

### Clasificación por equipos
| Clasificación por equipos | Clasificación por equipos | Clasificación por equipos | Clasificación por equipos |
| Equipo                    | Equipo                    | Tiempo                    |                           |
| ------------------------- | ------------------------- | ------------------------- | ------------------------- |
| 1.º                       | Ineos Grenadiers          | 88 h 40 min 45 s          |                           |
| 2.º                       | UAE Team Emirates         | + 3 min 33 s              |                           |
| 3.º                       | Bahrain Victorious        | + 9 min 54 s              |                           |
| 4.º                       | Jumbo-Visma               | + 18 min 31 s             |                           |
| 5.º                       | Uno-X Pro Cycling Team    | + 34 min 18 s             |                           |
| 6.º                       | Groupama-FDJ              | + 39 min 48 s             |                           |
| 7.º                       | Movistar Team             | + 47 min 13 s             |                           |
| 8.º                       | AG2R Citroën Team         | + 53 min 49 s             |                           |
| 9.º                       | Bora-Hansgrohe            | + 54 min 30 s             |                           |
| 10.º                      | EF Education-EasyPost     | + 56 min 40 s             |                           |

## Evolución de las clasificaciones
| Etapa                   |                         | Ganador _          | Clasificación general | Puntos             | Montaña            | Jóvenes          | Combatividad       | Equipo            |
| ----------------------- | ----------------------- | ------------------ | --------------------- | ------------------ | ------------------ | ---------------- | ------------------ | ----------------- |
| 1.ª etapa               | etapa escarpada         | Christophe Laporte | Christophe Laporte    | Christophe Laporte | Donavan Grondin    | Rune Herregodts  | Dorian Godon       | UAE Team Emirates |
| 2.ª etapa               | etapa escarpada         | Julian Alaphilippe | Christophe Laporte    | Christophe Laporte | Donavan Grondin    | Rune Herregodts  | Victor Campenaerts | UAE Team Emirates |
| 3.ª etapa               | etapa llana             | Christophe Laporte | Christophe Laporte    | Christophe Laporte | Donavan Grondin    | Rune Herregodts  | Mathieu Burgaudeau | UAE Team Emirates |
| 4.ª etapa               | contrarreloj individual | Mikkel Bjerg       | Mikkel Bjerg          | Christophe Laporte | Donavan Grondin    | Mikkel Bjerg     | no otorgado        | UAE Team Emirates |
| 5.ª etapa               | etapa escarpada         | Jonas Vingegaard   | Jonas Vingegaard      | Christophe Laporte | Donavan Grondin    | Mikkel Bjerg     | Richard Carapaz    | UAE Team Emirates |
| 6.ª etapa               | etapa de media montaña  | Georg Zimmermann   | Jonas Vingegaard      | Christophe Laporte | Mathieu Burgaudeau | Mikkel Bjerg     | Mathieu Burgaudeau | UAE Team Emirates |
| 7.ª etapa               | etapa de montaña        | Jonas Vingegaard   | Jonas Vingegaard      | Christophe Laporte | Victor Campenaerts | Max Poole        | Victor Campenaerts | Ineos Grenadiers  |
| 8.ª etapa               | etapa de montaña        | Giulio Ciccone     | Jonas Vingegaard      | Christophe Laporte | Giulio Ciccone     | Carlos Rodríguez | Giulio Ciccone     | Ineos Grenadiers  |
| Clasificaciones finales | Clasificaciones finales |                    | Jonas Vingegaard      | Christophe Laporte | Giulio Ciccone     | Carlos Rodríguez | no otorgado        | Ineos Grenadiers  |

## Ciclistas participantes y posiciones finales
Convenciones:
- AB-N: Abandono en la etapa N
- FLT-N: Retiro por arribo fuera del límite de tiempo en la etapa N
- NTS-N: No tomó la salida para la etapa N
- DES-N: Descalificado o expulsado en la etapa N

## UCI World Ranking
El Critérium del Dauphiné otorgó puntos para el UCI World Ranking para corredores de los equipos en las categorías UCI WorldTeam, UCI ProTeam y Continental. Las siguientes tablas son el baremo de puntuación y los diez corredores que obtuvieron más puntos:
| Posición              | 1.º | 2.º | 3.º | 4.º | 5.º | 6.º | 7.º | 8.º | 9.º | 10.º | 11.º | 12.º | 13.º | 14.º | 15.º | 16.º-20.º | 21.º-30.º | 31.º-50.º | 51.º-55.º | 56.º-60.º |
| Clasificación general | 500 | 400 | 325 | 275 | 225 | 175 | 150 | 125 | 100 | 85   | 70   | 60   | 50   | 40   | 35   | 30        | 20        | 10        | 5         | 3         |
| Por etapa             | 60  | 40  | 30  | 25  | 20  | 15  | 10  | 8   | 5   | 2    |      |      |      |      |      |           |           |           |           |           |
| Líder                 | 10  |     |     |     |     |     |     |     |     |      |      |      |      |      |      |           |           |           |           |           |

| Clasificación |                    |                          |         |       |       |       |
| Posición      | Ciclista           | Equipo                   | General | Etapa | Líder | Total |
| ------------- | ------------------ | ------------------------ | ------- | ----- | ----- | ----- |
| 1.º           | Jonas Vingegaard   | Jumbo-Visma              | 500     | 200   | 30    | 730   |
| 2.º           | Adam Yates         | UAE Emirates             | 400     | 101   | -     | 501   |
| 3.º           | Ben O'Connor       | AG2R Citroën             | 325     | 90    | -     | 415   |
| 4.º           | Jai Hindley        | Bora-Hansgrohe           | 275     | 68    | -     | 343   |
| 5.º           | Jack Haig          | Bahrain Victorious       | 225     | 33    | -     | 258   |
| 6.º           | Guillaume Martin   | Cofidis                  | 175     | 30    | -     | 205   |
| 7.º           | Julian Alaphilippe | Soudal Quick-Step        | 85      | 105   | -     | 190   |
| 8.º           | Christophe Laporte | Jumbo-Visma              | -       | 145   | 30    | 175   |
| 9.º           | Louis Meintjes     | Intermarché-Circus-Wanty | 150     | 7     | -     | 157   |
| 10.º          | Giulio Ciccone     | Trek-Segafredo           | 70      | 85    | -     | 155   |